# Ann Maria Reeves Jarvis
Ann Maria Reeves Jarvis (Culpeper, 30 de setembro de 1832 — Filadélfia, 9 de maio de 1905) foi uma ativista social e organizadora da comunidade durante a era da Guerra Civil Americana. Ela é reconhecida como a mãe que inspirou o Dia das Mães e como fundadora dos movimentos do Dia das Mães, e sua filha, Anna Marie Jarvis (1864—1948), é reconhecida como a fundadora do feriado do Dia das Mães nos Estados Unidos.